# Paz Vega

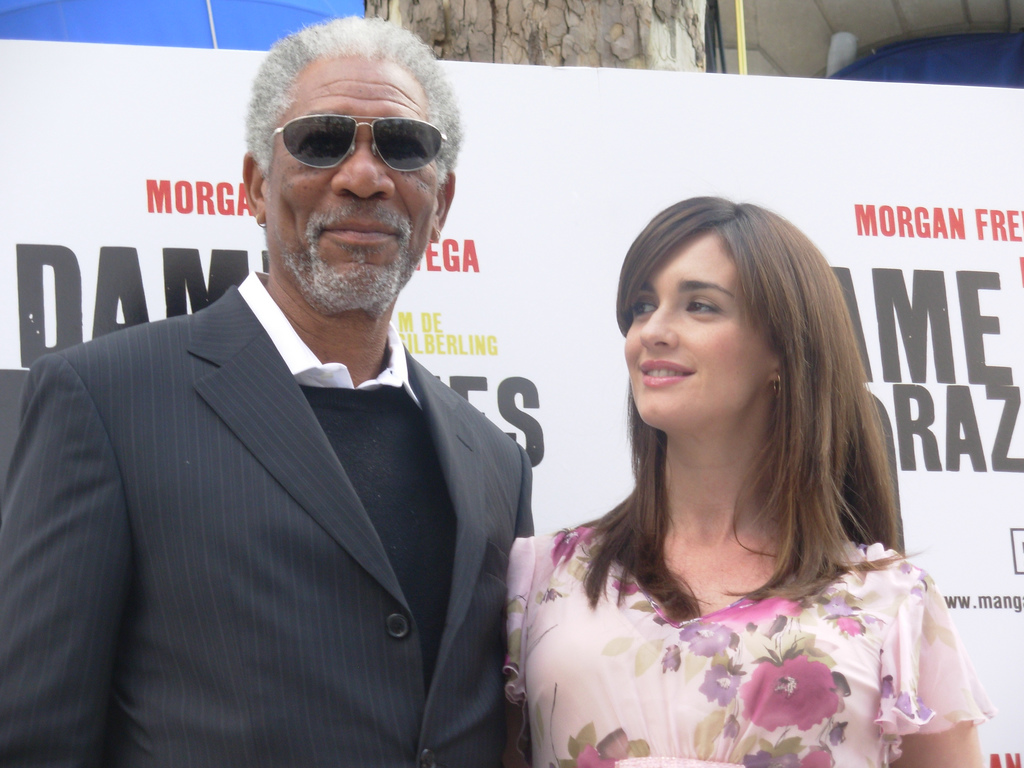
Morgan Freeman i Paz Vega (2007)

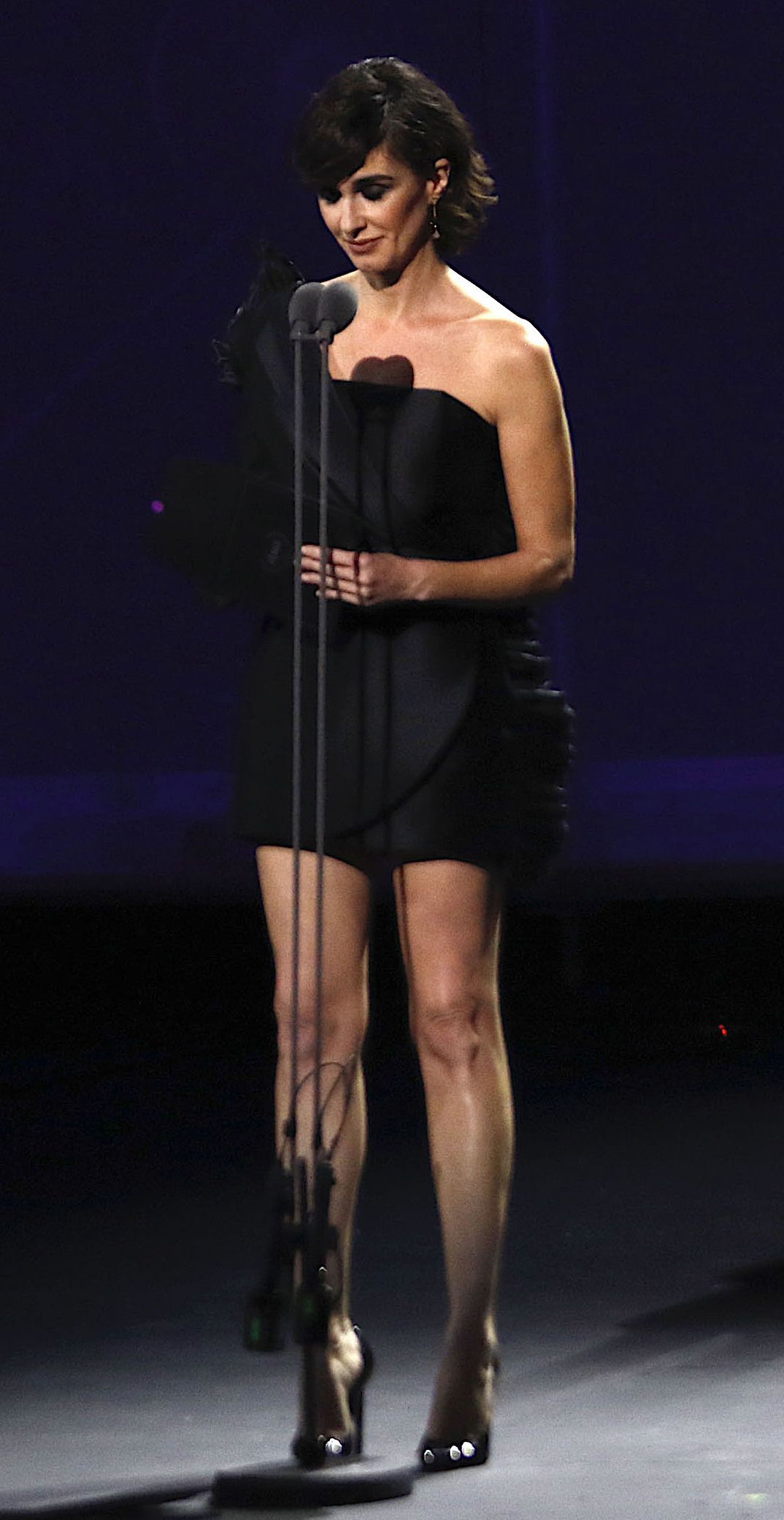
Paz Vega (2018)

Paz Vega, właśc. María de la Paz Campos Trigos (ur. 2 stycznia 1976 w Sewilli) – hiszpańska aktorka filmowa, zdobywczyni nagrody Goya za rolę w filmie Lucia i seks..

## Życiorys
María de la Paz Campos Trigos urodziła się w Sewilli. Gdy w wieku 15 lat zagrała w przedstawieniu Dom Bernardy Alba (La casa de Bernarda Alba) Federico Garcii Lorci, zdecydowała, że chce zostać aktorką.
Po ukończeniu nauki w wieku 16 lat została przyjęta do prestiżowej szkoły Centro Andaluz de Teatro. Po dwóch latach tej szkoły oraz dwóch latach studiów dziennikarskich przeniosła się do Madrytu.
Zasiadała w jury sekcji „Horyzonty” na 72. MFF w Wenecji (2015).
Mężem aktorki jest Orson Salazar. Ich syn Orson urodził się 2 maja 2007. Drugie dziecko tej pary, córka Ava, urodziło się 17 lipca 2009 r. Ich trzecie dziecko – syn Lenon, urodziło się 13 sierpnia 2010 r.

## Filmografia
- 1998: Perdón, perdón, jako María
- 2001: Sólo mía, jako Angela
- 2001: Lucia i seks (Lucía y el sexo), jako Lucía
- 2002: Po drugiej stronie łóżka (El otro lado de la cama), jako Sonia
- 2002: Porozmawiaj z nią (Hable con ella), jako Amparo
- 2003: Carmen, jako Carmen
- 2004: Trudne słówka (Spanglish), jako Flor
- 2006: Czarna magia (Fade to Black), jako Lea Padovani
- 2006: Rodzina Borgiów (Los Borgia), jako Caterina Sforza
- 2006: Dwa światy (10 Items or Less), jako Scarlet
- 2007: Farma skowronków (La Masseria Delle Allodole), jako Nunik
- 2007: Święta Teresa (Teresa, el cuerpo de Cristo), jako Święta Teresa
- 2008: Spirit – duch miasta (The Spirit), jako Plaster of Paris
- 2008: Gra zmysłów (The Human Contract), jako Michael
- 2009: Selekcja (Triage), jako Elena Morales
- 2009: Burning Palms, jako Blanca Juarez
- 2009: Sześć żon i jeden pogrzeb (The Six Wives of Henry Lefay), jako Veronica
- 2009: Czas odkupienia (Not Forgotten), jako Amaya
- 2011: Kociak ucieka (Cat Run), jako Catalina
- 2012: Maryja z Nazaretu (Maria di Nazaret), jako Maria Magdalena

## Nagrody i nominacje
Goya
| Rok  | Kategoria                                        | Film         | Werdykt   |
| ---- | ------------------------------------------------ | ------------ | --------- |
| 2001 | Nagroda Goya dla najlepszej aktorki              | Sólo mía     | Nominacja |
| 2001 | Nagroda Goya dla najlepszej debiutującej aktorki | Lucia i seks | Wygrana   |

Nagroda Unión de Actores
| Rok  | kategoria                                   | Film         | Werdykt   |
| ---- | ------------------------------------------- | ------------ | --------- |
| 2001 | Nagroda dla najlepszej aktorki              | Sólo mía     | Nominacja |
| 2001 | Nagroda dla najlepszej debiutującej aktorki | Lucia i seks | Nominacja |

Fotogramas de Plata
| Rok  | kategoria         | Film                       | Werdykt   |
| ---- | ----------------- | -------------------------- | --------- |
| 2003 | Najlepsza aktorka | Carmen                     | Nominacja |
| 2002 | Najlepsza aktorka | Po drugiej stronie łóżka   | Nominacja |
| 2001 | Najlepsza aktorka | Lucia i seks oraz Sólo mía | Nominacja |

Europejska Nagroda Filmowa
| Rok  | Kategoria                                           | Film   | Werdykt   |
| ---- | --------------------------------------------------- | ------ | --------- |
| 2003 | Nagroda publiczności – najlepsza europejska aktorka | Carmen | Nominacja |

Festiwal Filmowy w Cannes
| Rok  | Kategoria          | Film         | Werdykt |
| ---- | ------------------ | ------------ | ------- |
| 2001 | The Chopard Trophy | Lucia i seks | Wygrana |

Imagen Foundation
| Rok  | Kategoria         | Film          | Werdykt   |
| ---- | ----------------- | ------------- | --------- |
| 2004 | Najlepsza aktorka | Trudne słówka | Nominacja |

Phoenix Film Critics Society
| Rok  | Kategoria                 | Film          | Werdykt |
| ---- | ------------------------- | ------------- | ------- |
| 2004 | Najlepszy aktorski debiut | Trudne słówka | Wygrana |

Círculo de Escritores Cinematográficos
| Rok  | Kategoria         | Film     | Werdykt   |
| ---- | ----------------- | -------- | --------- |
| 2001 | Najlepsza aktorka | Sólo mía | Nominacja |

Sant Jordi Awards
| Rok  | Kategoria                    | Film                       | Werdykt |
| ---- | ---------------------------- | -------------------------- | ------- |
| 2001 | Najlepsza hiszpańska aktorka | Lucia i seks oraz Sólo mía | Wygrana |

Ondas Award
| Rok  | Kategoria         | Film         | Werdykt |
| ---- | ----------------- | ------------ | ------- |
| 2001 | Najlepsza aktorka | Lucia i seks | Wygrana |